# CD Cargo Poland
CD Cargo Poland Spółka z o.o., do roku 2017 Koleje Czeskie Sp. z o.o. (česky České dráhy), je polský železniční dopravce, který je 100% dceřinou společností české firmy ČD Cargo. Sídlem společnosti je Varšava. V roce 2017 šlo o 11. nejvýznamnějšího nákladního dopravce v Polsku, za první pololetí roku 2024 měl byla společnost 10. největším dopravcem podle přepravního výkonu.

## Historie
Společnost vznikla transformací někdejšího Generálního zastoupení Českých drah ve Varšavě na společnost s ručením omezeným. Společnost vznikla zápisem do obchodního rejstříku 18. prosince 2006 a zahájila činnost 1. ledna 2007. Po vyčlenění provozování nákladní dopravy z Českých drah do dceřiné společnosti ČD Cargo byl do nově ustavené společnosti vložen i obchodní podíl ve firmě Koleje Czeskie.
K 5. prosinci 2017 společnost změnila svůj název na CD Cargo Poland v rámci sjednocování názvů dceřiných společností ČD Cargo v zahraničí.

## Činnost společnosti
Zadáním společnosti byla především obchodní činnost v železniční přepravě pro ČD Cargo a její zákazníky na území Polska a pobaltských států. Firma tedy nevykonávala dopravní výkony na území Polska, ale využívala služeb polských dopravců, tj. PKP Carga, ale i soukromých dopravců.
27. srpna 2009 udělil polský drážní úřad Urząd Transportu Kolejowego společnosti Koleje Czeskie licenci na provozování nákladní drážní dopravy. V roce 2009 společnost uváděla, že má k dispozici tři elektrické lokomotivy a zahájení provozu je plánováno na počátek roku 2010.
První vlak společnost samostatně dopravila 14. dubna 2010 a jednalo se o přepravu leteckého paliva z rafinerie společnosti Grupa Lotos v Gdańsku na letiště Praha-Ruzyně. V roce 2010 společnost plánovala realizaci přeprav cca 500 tisíc tun zboží.
Přesto se společnost zabývala po dobu několika let hlavně pronájmem vozidel a spediční činnosti, větší intenzitu provozu na polské železnici bylo možné zaznamenat až v průběhu roku 2015. V následujících letech význam společnosti na polském trhu postupně rostl. Zatímco v roce 2016 byl její podíl na trhu 0,66 % (měřeno dle přepravního výkonu v čistých tunových kilometrech), v následujícím roce již narostl na 1,55 %, za 1. pololetí roku 2024 pak činil 2,20 %.

## Vozový park

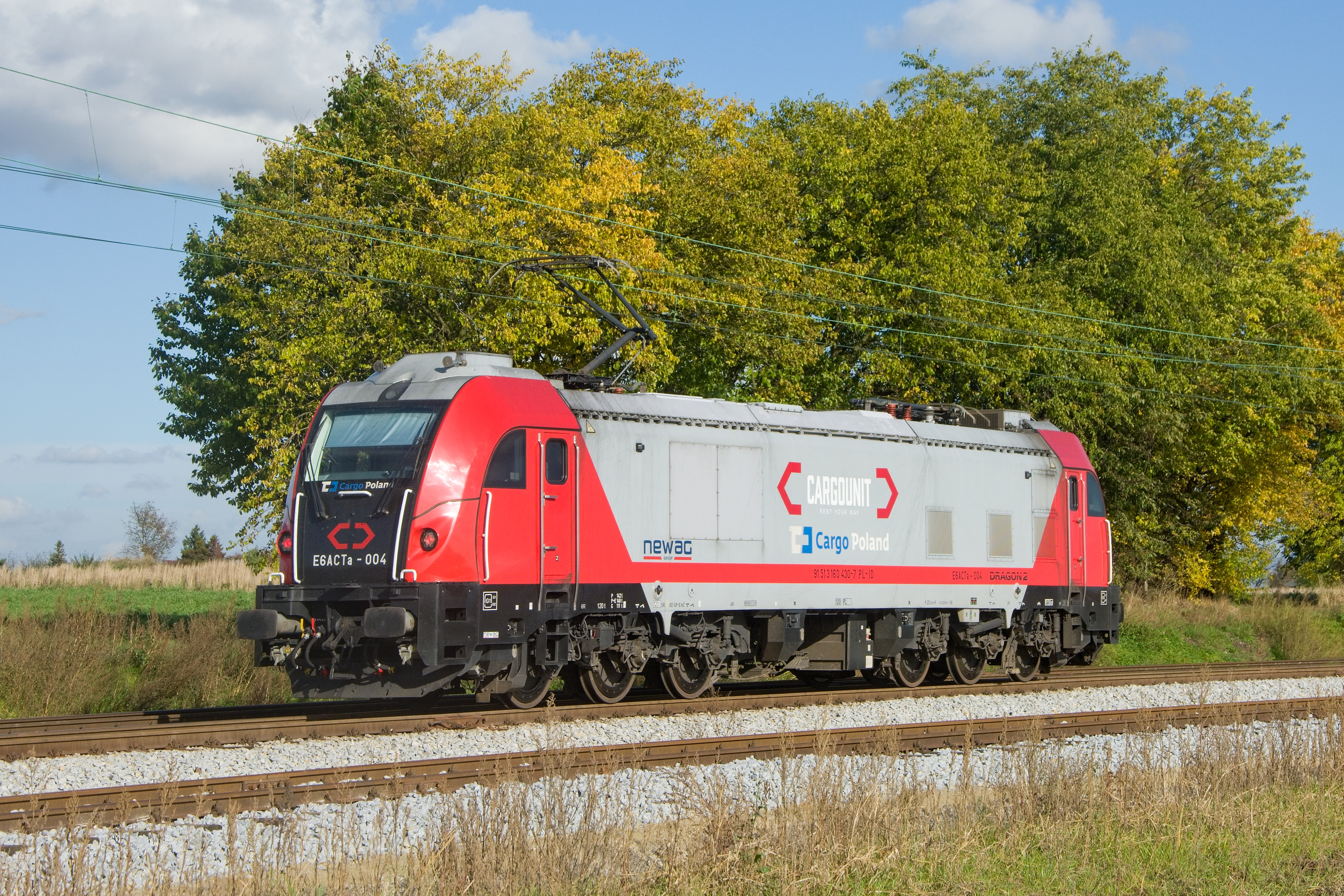
Lokomotiva E6ACTa-004 pronajatá z poolu Cargounit

Společnost zahájila provoz na území Polska s elektrickými lokomotivami řady 181. V roce 2015 firma vlastnila celkem 57 kusů lokomotiv řad 181 a 182. K tomu již v roce 2013 od mateřské společnosti odkoupila 767 nákladních vozů řad Falls a Eas.
Na konci jara 2010 byly pro potřeby dopravce předány do Polska dvě lokomotivy řady 130 (č. 003 a 018) ČD Carga upravené pro provoz v Polsku. Později je doplnila ještě lokomotiva 130.019. Vedle lokomotiv řady 130 se od roku 2015 začaly na vlacích KC objevovat také stroje řady 753.7, celkem bylo pro provoz v Polsku upraveno sedm lokomotiv tohoto typu. Ty pak na podzim téhož roku doplnily elektrické lokomotivy řady 163, které již dříve v Polsku jezdily u dopravce Przewozy Regionalne.
Firma si také začala pronajímat lokomotivy z polského trhu, v roce 2019 provozovala tři šestinápravové elektrické lokomotivy Newag Dragon.